# نانیوا مارو
نانیوا مارو (به انگلیسی: Naniwa Maru) یا هیگاکی کایسن (به انگلیسی: higaki kaisen) یک کشتی است که طول آن ۳۰ m و ارتفاع آن ۲۷٫۵۰ m می‌باشد.